# Rutella
Rutella (l. poj. rutellum) – wyrostki na ciele niektórych roztoczy.
Struktury te zlokalizowane są w przednio-bocznych częściach gnatosomy, gdzie wyrastają z hypostomu subkapitulum. Wyrostki te są łopatowate i mogą być miękkie lub twarde, ostrokrawędziste i najczęściej ząbkowane. Powstają z rozbudowanych szczecin.
Występują one u Opilioacarida, Endeostigmata i Astigmata. U tych ostatnich mogą być zaopatrzone w błoniaste płaty, kutykularne zęby lub zesklerotyzowane elementy wspierające i określane bywają mianem pseudorutella. Rutella prawdopodobnie są homologiczne z corniculi, występującymi u dręczy.